# Campeonato Mundial de Halterofilismo de 2014 - Até 69 kg feminino
A categoria até 69 kg feminino foi um evento do Campeonato Mundial de Halterofilismo de 2014, disputado no Palácio de Esportes Baluan Sholak, em Almaty, no Cazaquistão, entre 13 e 14 de novembro de 2014. 

## Calendário
Horário local (UTC+6) 
| Dia            | Horário | Fase    |
| -------------- | ------- | ------- |
| 13 de novembro | 11:00   | Grupo C |
| 13 de novembro | 13:00   | Grupo B |
| 14 de novembro | 16:00   | Grupo A |

## Medalhistas
| Evento    | Ouro             | Ouro   | Prata                    | Prata  | Bronze                   | Bronze |
| --------- | ---------------- | ------ | ------------------------ | ------ | ------------------------ | ------ |
| Arranque  | Ryo Un-hui (PRK) | 120 kg | Chen Youjuan (CHN)       | 118 kg | Zhazira Zhapparkul (KAZ) | 118 kg |
| Arremesso | Ryo Un-hui (PRK) | 145 kg | Zhazira Zhapparkul (KAZ) | 144 kg | Dzina Sazanavets (BLR)   | 143 kg |
| Total     | Ryo Un-hui (PRK) | 265 kg | Zhazira Zhapparkul (KAZ) | 262 kg | Chen Youjuan (CHN)       | 261 kg |

## Recordes
Antes desta competição, o recorde mundial da prova era o seguinte:
| Recorde         | Tipo      | Atleta               | Peso   | Local         | Data                   |
| Recorde Mundial | Arranque  | Oxana Slivenko (RUS) | 123 kg | Santo Domingo | 4 de outubro de 2006   |
| Recorde Mundial | Arremesso | Zarema Kasaeva (RUS) | 157 kg | Doha          | 13 de novembro de 2005 |
| Recorde Mundial | Total     | Oxana Slivenko (RUS) | 276 kg | Chiang Mai    | 24 de setembro de 2007 |

## Resultado
Os resultados foram os seguintes. 
| Pos.              | Atleta                             | Grupo | Peso  | Arranque (kg) | Arranque (kg) | Arranque (kg) | Arranque (kg)     | Arremesso (kg) | Arremesso (kg) | Arremesso (kg) | Arremesso (kg)    | Total |
| Pos.              | Atleta                             | Grupo | Peso  | 1             | 2             | 3             | Resultado         | 1              | 2              | 3              | Resultado         | Total |
| ----------------- | ---------------------------------- | ----- | ----- | ------------- | ------------- | ------------- | ----------------- | -------------- | -------------- | -------------- | ----------------- | ----- |
| Medalha de ouro   | Ryo Un-hui (PRK)                   | A     | 68.61 | 115           | 120           | 122           | Medalha de ouro   | 141            | 145            | 147            | Medalha de ouro   | 265   |
| Medalha de prata  | Zhazira Zhapparkul (KAZ)           | A     | 68.41 | 113           | 118           | 118           | Medalha de bronze | 140            | 144            | 144            | Medalha de prata  | 262   |
| Medalha de bronze | Chen Youjuan (CHN)                 | A     | 68.39 | 118           | 121           | 123           | Medalha de prata  | 138            | 143            | 143            | 4                 | 261   |
| 4                 | Dzina Sazanavets (BLR)             | A     | 68.26 | 112           | 117           | 117           | 4                 | 135            | 143            | 144            | Medalha de bronze | 260   |
| 5                 | Leydi Solís (COL)                  | A     | 68.32 | 102           | 102           | 102           | 9                 | 130            | 135            | 138            | 5                 | 237   |
| 6                 | Milka Maneva (BUL)                 | A     | 66.70 | 98            | 98            | 102           | 8                 | 129            | 132            | 135            | 6                 | 234   |
| 7                 | Olga Afanasieva (RUS)              | B     | 67.37 | 101           | 105           | 107           | 5                 | 123            | 127            | 127            | 7                 | 234   |
| 8                 | Maiya Maneza (KAZ)                 | A     | 66.74 | 95            | 100           | 105           | 7                 | 126            | 132            | 133            | 8                 | 231   |
| 9                 | Mönkhjantsangiin Ankhtsetseg (MGL) | B     | 68.44 | 94            | 100           | 107           | 6                 | 124            | 129            | 129            | 11                | 231   |
| 10                | Meline Daluzyan (ARM)              | A     | 68.62 | 97            | 102           | 104           | 10                | 120            | 125            | 130            | 10                | 227   |
| 11                | Kim Su-hyeon (KOR)                 | B     | 68.35 | 97            | 101           | 101           | 12                | 125            | 125            | 125            | 9                 | 226   |
| 12                | Ruth Kasirye (NOR)                 | B     | 68.21 | 101           | 101           | 101           | 11                | 122            | 126            | 126            | 13                | 223   |
| 13                | Anastasiya Mikhalenka (BLR)        | B     | 67.87 | 91            | 96            | 100           | 13                | 115            | 122            | 122            | 12                | 222   |
| 14                | Jenny Arthur (USA)                 | A     | 68.32 | 98            | 98            | 102           | 14                | 120            | 125            | 126            | 16                | 218   |
| 15                | Mariya Khlyan (UKR)                | B     | 67.43 | 93            | 96            | 99            | 17                | 117            | 121            | 121            | 14                | 217   |
| 16                | Liliane Menezes (BRA)              | B     | 68.63 | 90            | 93            | 95            | 18                | 115            | 121            | 125            | 15                | 214   |
| 17                | Samar Said (EGY)                   | B     | 68.10 | 92            | 97            | 100           | 16                | 116            | 121            | 121            | 17                | 213   |
| 18                | Natasha Perdue (GBR)               | C     | 67.70 | 84            | 88            | 90            | 20                | 106            | 110            | 113            | 18                | 203   |
| 19                | Maria Grazia Alemanno (ITA)        | C     | 67.99 | 89            | 91            | 92            | 19                | 108            | 111            | 111            | 22                | 200   |
| 20                | Sheila Ramos (ESP)                 | C     | 68.73 | 87            | 90            | 92            | 21                | 108            | 108            | 112            | 23                | 198   |
| 21                | Kristel Ngarlem (CAN)              | C     | 66.84 | 87            | 89            | 90            | 22                | 110            | 114            | 114            | 21                | 197   |
| 22                | Hatice Demirel (TUR)               | C     | 68.69 | 85            | 88            | 88            | 24                | 112            | 116            | 116            | 19                | 197   |
| 23                | Lenka Kenisová (CZE)               | C     | 65.61 | 84            | 84            | 87            | 25                | 105            | 108            | 111            | 20                | 195   |
| 24                | Renny Darlina (INA)                | C     | 68.18 | 83            | 87            | 90            | 23                | 103            | 103            | 103            | 25                | 190   |
| 25                | Anni Vuohijoki (FIN)               | C     | 67.92 | 84            | 86            | 86            | 26                | 105            | 108            | 109            | 24                | 189   |
| 26                | Batboldyn Enkhtamir (MGL)          | C     | 68.67 | 76            | 76            | 79            | 27                | 99             | —              | —              | 26                | 175   |
| 27                | Mirjam Polgár (HUN)                | C     | 68.28 | 71            | 74            | 74            | 29                | 90             | 95             | 95             | 27                | 161   |
| 28                | Mita Overvliet (NED)               | C     | 68.84 | 71            | 73            | 75            | 28                | 86             | 86             | 86             | 28                | 159   |
| —                 | Patrycja Piechowiak (POL)          | B     | 68.61 | 95            | 98            | 98            | 15                | 115            | 115            | 115            | —                 | —     |
| —                 | Assiya İpek (TUR)                  | C     | 68.18 | 88            | 88            | 88            | —                 | —              | —              | —              | —                 | —     |
| DSQ               | Manzurakhon Mamasalieva (UZB)      | B     | 68.38 | 95            | 95            | 100           | —                 | 122            | 127            | 131            | —                 | —     |